# 226 Weringija
226 Weringija (mednarodno ime 226 Weringia) je asteroid tipa S (po SMASS) v glavnem asteroidnem pasu. 

## Odkritje
Asteroid je odkril avstrijski astronom Johann Palisa 19. julija 1882 na Dunaju . Asteroid se imenuje po severozahodnem delu Dunaja z imenom Währing (18. Bezirk).

## Lastnosti
Asteroid Weringija obkroži Sonce v 4,46 letih. Njegova tirnica ima izsrednost 0,205 nagnjena pa je za 15,924° proti ekliptiki. Njegov premer je 33,83 km , okoli svoje osi se zavrti v 11,1 h.